# ماجستير الحقوق
ماجستير الحقوق أو ماجستير القانون هو شهادة جامعية صادرة في مجال القانون، وهي موجودة في العديد من البلدان بما في ذلك البلدان من جامعة التقاليد الأنجلو-سكسونية على غرار فرنسا وسويسرا.

## في فرنسا
في فرنسا، يتم الحصول على درجة الماجستير في القانون بعد 4 سنوات من دراسة الحقوق في الجامعة، حيث أن هذا يسمح بالوصول إلى التوثيق والدراسات في المدرسة الوطنية للقضاء في معهد الدراسات القضائية من أجل الحصول على شهادة الكفاءة في مهنة المحاماة (كابا) لتصبح محاميا.
منذ إعادة تنظيم التعليم في فرنسا حسب نظام إجازة-ماستر-دكتوراه والمعروف اختصارا ب LMD نسبة إلى المرادف في اللغة الفرنسية Licenece-Master-Doctorat فإن هذه الشهادة أصبحت تتوافق مع السنة الأولى ماستر والمعروفة اختصارا ب M1.
حتى عام 1976، لم يكم هناك وجود لشهادة ماجستير في القانون، حيث كانت هناك فقط ما يعرف بإجازة الحقوق والتي كان يتم الإعداد لها في ظرف 4 سنوات.

## في سويسرا
في سويسرا، فإن الحصول على شهادة ماجستير في القانون يُعتبر ثاني شهادة قد يحصل عليها الطالب من الجامعة في هذا المجال، ولا سيما أنه يوفر التعمق في مجال القانون مثل القانون المدني والقانون الجنائي أو القانون الاقتصادي وما إلى ذلك.

## الاستخدام المشترك لمصطلح ماجستير في القانون
يُشير تعبير ماجستير في القانون إلى صاحب هذا الدبلوم، كما يُستخدم هذا المصطلح أحيانا للإشارة إلى المحامي أو كاتب العدل.